# Marc Schneider
Marc Schneider (ur. 23 lipca 1980 w Lerchenfeld) – szwajcarski piłkarz grający na pozycji obrońcy.